# Jean-Claude Chermann
Jean-Claude Chermann (* 23. März 1939 in Paris) ist ein französischer Biologe (Virologie), der an der Entdeckung des HI-Virus beteiligt war.
Chermann studierte an der Sorbonne Biologie, unter anderem bei Jacques Monod. 1982 war er Direktor einer Forschungsgruppe des INSERM (Institut national de la santé et de la recherche médicale) am Institut Pasteur in Paris, die sich mit Retroviren befasste, genau zu der Zeit, als die Forschung zum HI-Virus einsetzte. Er war Teil der Gruppe, die das Virus identifizierte, und arbeitete dabei mit Luc Montagnier und Francoise Barré-Sinoussi vom Institut Pasteur zusammen, die dafür 2008 den Nobelpreis bekamen. Montagnier äußerte sich damals öffentlich (auf einer Pressekonferenz bei der UNESCO), dass auch Robert Gallo und Chermann den Preis verdient hätten. Chermann, der sich beim Nobelpreis übergangen sah und damit an die Öffentlichkeit trat, schildert die Geschichte der Entdeckung in einem Buch.
2001 gründete er ein eigenes Labor Urrma in Aubagne zur Entwicklung eines Impfstoffes gegen Aids. 2010 kam es zu einem Streit mit den Aktionären, in dessen Folge er aus dem Labor ausgeschlossen wurde.
1992/93 war er auch Abgeordneter im französischen Parlament (Département Bouches-du-Rhône), als Nachrücker für Bernard Tapie, der sein Ministeramt antrat. 2009 wurde er Offizier der Ehrenlegion.
1993 erhielt er den König-Faisal-Preis für Medizin mit Luc Montagnier und Francoise Barré-Sinoussi für die Entdeckung des HIV. 
Er hat zwei Söhne, von denen Jean-Francois Chermann Neurologe in Paris ist und Olivier Chermann Journalist bei Radio France International.

## Schriften
- Edgar-Hans Relyveld, Jean-Claude Chermann, Gilbert Hervé: Les protéines, Presses Universitaires de France, in der Reihe Que sais-je?, Paris 1981